# Amtix
Amtix (stylisé en AMTIX! ) est un magazine qui, à l'origine, faisait la critique des logiciels pour ordinateurs Amstrad au milieu des années 1980, publié mensuellement par Newsfield Publications Ltd.
Contrairement à Zzap!64 et CRASH (ses publications sœurs de Newsfield qui ont connu un plus grand succès), la version originale d'Amtix! a été relativement éphémère. Elle a été publiée pendant 18 numéros au total entre novembre 1985 et avril 1987, plus un numéro spécial d'avant-première ( numéro zéro ) qui a été distribué avec Zzap! 64 et CRASH.
Après le numéro 18, Amtix! a été vendu à Database Publications qui a fusionné les sections de jeux d'Amtix! dans leur propre magazine Computing With the Amstrad
Comme Zzap!64 et Crash, Amtix! avait une couverture très particulière, de style bande dessinée, dessinée par Oliver Frey.
En septembre 2021, le magazine a été relancé en tant que publication trimestrielle A5 par Fusion Retro Books sous le titre d' AMTIXCPC Micro Action.